# Sekundär aldosteronism
Sekundär aldosteronism är en endokrin sjukdom med förhöjd aktivitet i renin-angiotensin-systemet (RAAS). Reninaktiviteten i plasma är med andra ord förhöjd och högt blodtryck och för låg kaliummängd föreligger. Orsaker kan vara en reninproducerande tumör eller sjukdomar med försämrad blodcirkulation i njuren som nefroskleros. Sekundär aldosteronism är också vanligt vid ödem. Behandlingen går ut på att försöka bota den primära sjukdomen. Behandling med spironolakton kan dämpa besvären.